# Eccremocarpus
Eccremocarpus (sin. Calampelis D.Don) es un género de tres especies de plantas de flores perteneciente a la familia Bignoniaceae, nativo del oeste de Sudamérica en Chile, oeste de Argentina, y Perú.
Son enredaderas perennes semi leñosa que alcanza los 1-5 metros de altura.

## Taxonomía
El género fue descrito por Ruiz & Pav.  y publicado en Florae Peruvianae, et Chilensis Prodromus 90. 1794. La especie tipo es: Eccremocarpus viridis

## Especies
- Eccremocarpus huianaccapac Vargas
- Eccremocarpus scaber Ruiz & Pav.
- Eccremocarpus viridis Ruiz & Pav.

### Cultivos
E. scaber es cultivado como planta ornamental por sus atractivas flores tubulares. En regiones templadas con inviernos no muy duros, a menudo crece como planta caducifolia.